# Choi Jae-bong

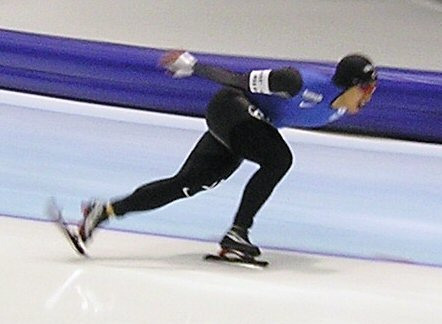
Choi Jae-bong (2006)

Choi Jae-bong (19 juni 1980) is een voormalig Zuid-Koreaans schaatser.

## Records

### Persoonlijk records
| Afstand      | Tijd     | Datum            | Baan           |
| ------------ | -------- | ---------------- | -------------- |
| 500 meter    | 35,12    | 12 februari 2002 | Salt Lake City |
| 1000 meter   | 1.08,81  | 16 februari 2002 | Salt Lake City |
| 1500 meter   | 1.47,26  | 19 februari 2002 | Salt Lake City |
| 3000 meter   | 3.55,29  | 15 november 1997 | Calgary        |
| 5000 meter   | 6.49,61  | 7 december 1997  | Heerenveen     |
| 10.000 meter | 15.11,81 | 23 februari 1996 | Seoel          |

### Wereldrecords
| Nr.  | Afstand                    | Tijd    | Datum            | Baan       |
| ---- | -------------------------- | ------- | ---------------- | ---------- |
| jr1. | 1500 meter (junioren)      | 1.52,25 | 6 december 1997  | Heerenveen |
| jr2. | 1500 meter (junioren)      | 1.51,47 | 12 februari 1998 | Nagano     |
| jr3. | 500 meter (junioren)       | 36,30   | 27 november 1998 | Calgary    |
| jr4. | 1500 meter (junioren)      | 1.49,71 | 28 november 1998 | Calgary    |
| jr5. | Kleine vierkamp (junioren) | 153,689 | 29 november 1998 | Calgary    |
| jr6. | 1000 meter (junioren)      | 1.10,87 | 20 februari 1999 | Calgary    |
| jr7. | Sprint vierkamp (junioren) | 143,965 | 21 februari 1999 | Calgary    |

## Resultaten
| Jaar | Olympische Spelen            | WK Afstanden       | WK Allround | WK Sprint | Aziatische Spelen | WK Junioren |
| ---- | ---------------------------- | ------------------ | ----------- | --------- | ----------------- | ----------- |
| 1996 |                              |                    |             |           |                   | 5e          |
| 1997 |                              |                    |             |           |                   | 4e          |
| 1998 | 12e 1500m 29e 5000m          |                    |             |           |                   | -           |
| 1999 |                              | 19e 500m 22e 1000m |             | 23e       |                   | Brons       |
| 2000 |                              | 14e 500m 15e 1000m | NC24        | 32e       |                   |             |
| 2001 |                              | 22e 500m NF 1000m  | -           | 17e       |                   |             |
| 2002 | 17e 500m 12e 1000m 21e 1500m |                    | -           | 13e       |                   |             |
| 2003 |                              | 13e 500m 8e 1000m  | -           | 12e       |                   |             |
| 2004 |                              | 16e 500m 13e 1000m | -           | NS3       |                   |             |
| 2005 |                              | -                  | -           | -         |                   |             |
| 2006 | 8e 500m 17e 1000m            |                    | -           | 14e       |                   |             |
| 2007 |                              |                    |             | 18e       | 1000m             |             |

- = geen deelname
NC24 = niet gestart op de 4e afstand, maar wel als 24e geklasseerd in de eindrangschikking
NF = niet gefinisht
NS3 = niet gestart op de 3e afstand

### Medaillespiegel
| Kampioenschap     | Goud | Zilver | Brons |
| ----------------- | ---- | ------ | ----- |
| Olympische Spelen | 0    | 0      | 0     |
| WK Afstanden      | 0    | 0      | 0     |
| WK Allround       | 0    | 0      | 0     |
| WK Sprint         | 0    | 0      | 0     |
| WK Junioren       | 0    | 0      | 1     |